# Dolichopus mercieri
Dolichopus mercieri är en tvåvingeart som beskrevs av Octave Parent 1929. Dolichopus mercieri ingår i släktet Dolichopus och familjen styltflugor. Inga underarter finns listade i Catalogue of Life.